# Spéronare

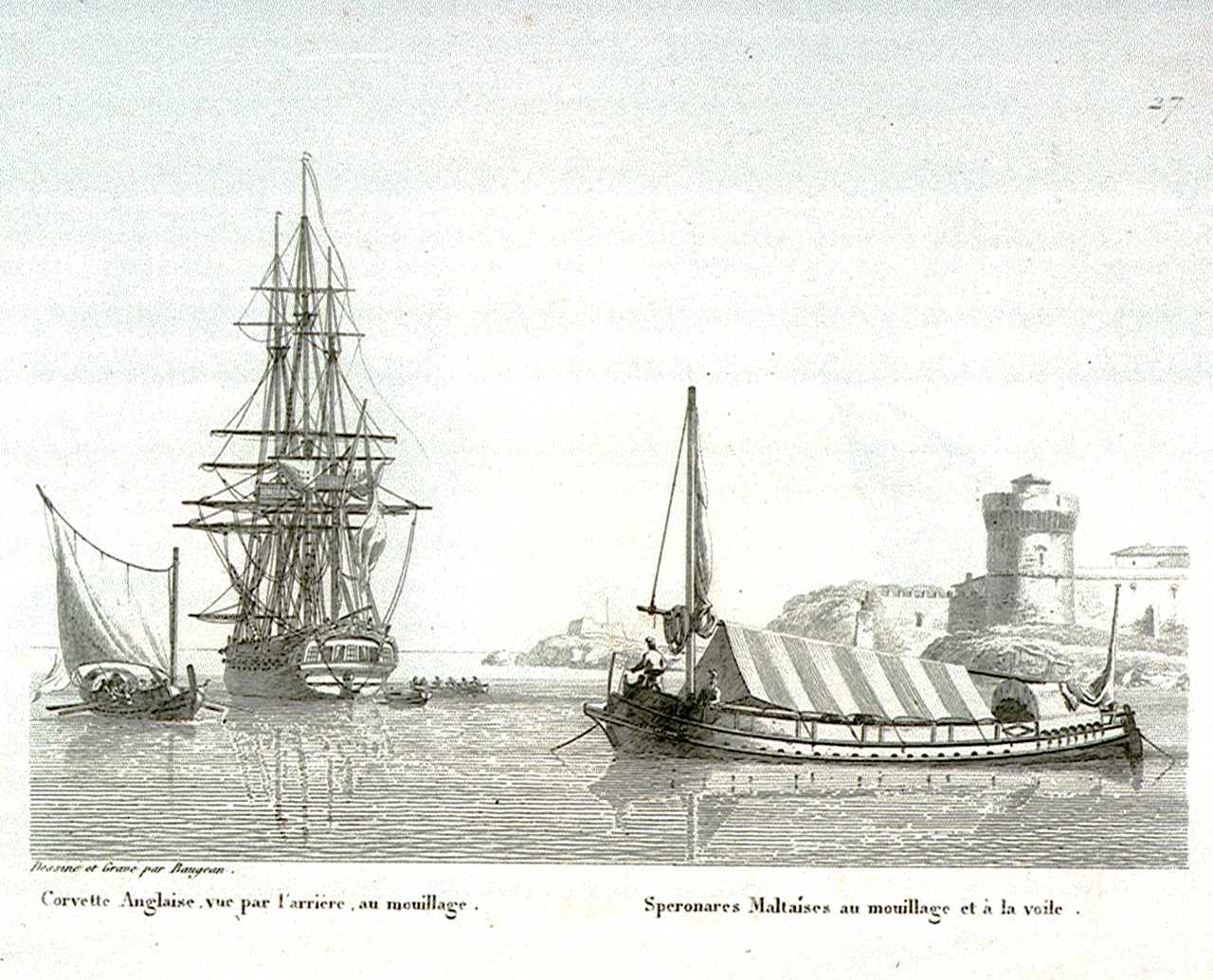
Vue arrière d'un sloop of war de la marine royale britannique à l'ancre et de deux spéronares maltais, l'un au mouillage et l'autre sous voile (National Maritime Museum).

Un spéronare (italien : speronara, maltais : xprunara) est un type de petit voilier marchand méditerranéen datant d'entre les XVIIIe et XIXe siècles.

## Description
Les navires n'avaient pas de pont et ne possédaient qu'un seul mât, souvent équipé d'une voile latine. Très répandus dans le commerce entre Malte et la Sicile, la marine française en a construits ou acquis pour les utiliser comme canonnières. 
Le Calypso et le Nausicaa sont des exemples de ce type de petit voilier. 